# 25. ročník udílení Gotham Awards
Vyhlášení amerických cen Gotham Awards 2015 se konalo 30. listopadu 2015. Nominace byly oznámeny dne 22. října 2015. Ceremoniál moderovaly Abbi Jacobson a Llana Glazer. 

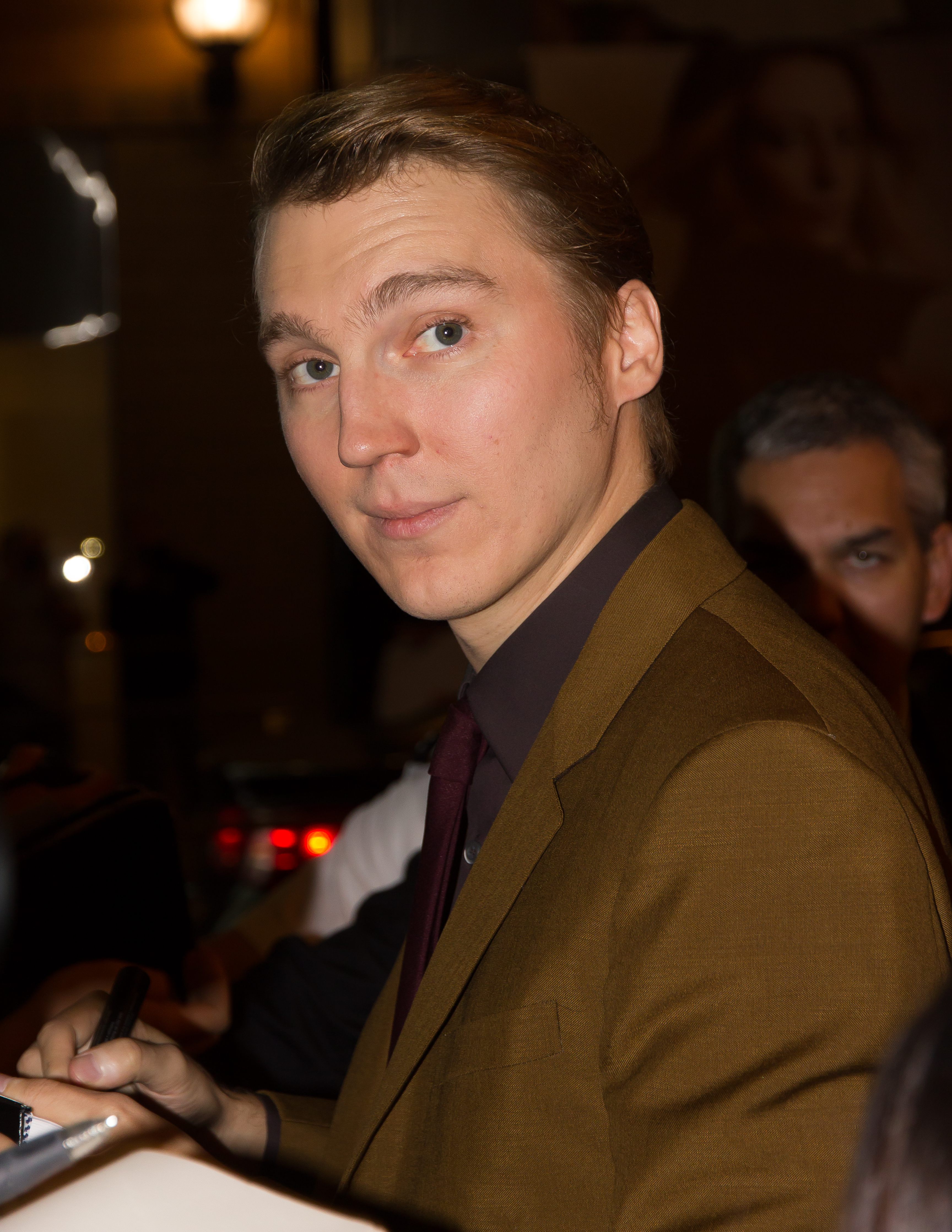
Paul Dano vítěz v kategorii nejlepší herec v hlavní roli

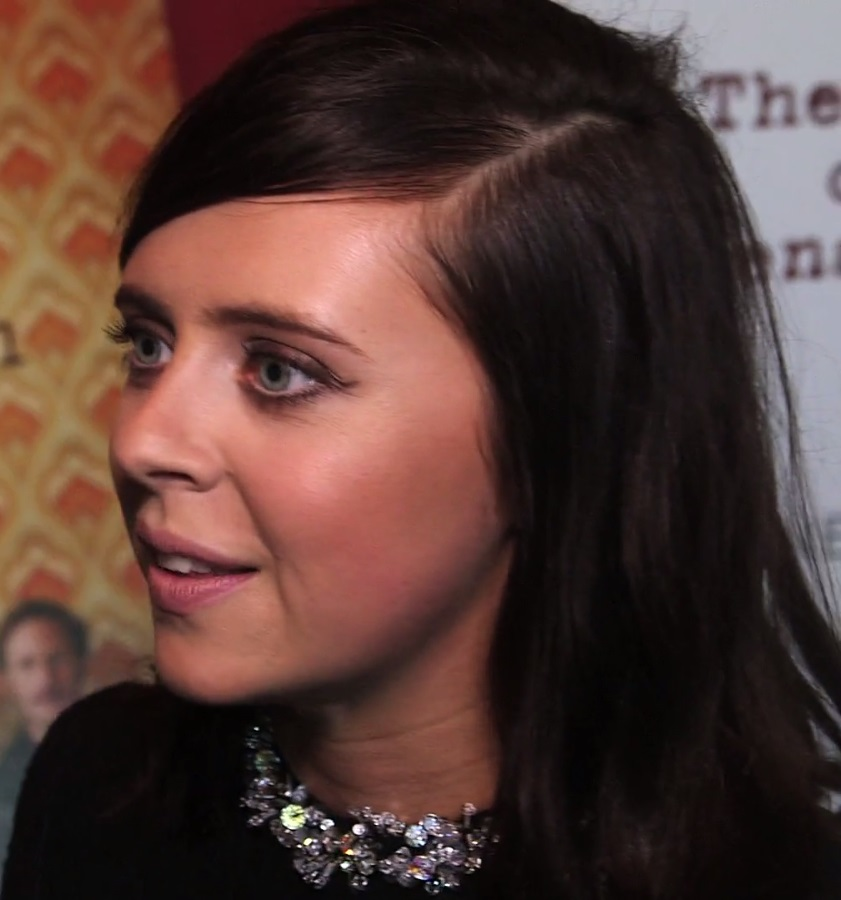
Bel Powley vítězka v kategorii nejlepší herečka v hlavní roli

## Vítězové a nominovaní
Tučně jsou označeni vítězové.
| Nejlepší film | Nejlepší dokument |
| --- | --- |
| Spotlight - Carol - Deník puberťačky - Bůh ví, co - Transdarinka | Podoba ticha - Přiblížit se ke slonovi - Země kartelů - Psí srdce - Listen to Me Marlon |
| Nejlepší mužský herecký výkon ve filmu | Nejlepší ženský herecký výkon v seriálu |
| Paul Dano jako Brian Wilson – Love & Mercy - Christopher Abbott jako James White – James White - Kevin Corrigan jako Danny Flynn – Results - Peter Sarsgaard jako Stanley Milgram – Experimenter - Michael Shannon jako Rick Carver – 99 Homes | Bel Powley jako Minnie Goetze – Deník puberťačky - Cate Blanchett jako Carol Aird – Carol - Blythe Danner jako Carol Petersen – I'll See You in My Dreams - Brie Larson jako Joy "Ma" Newsome – Room - Lily Tomlin jako Elle Reid – Babi - Kristen Wiigová jako Alice Klieg – Vítejte u mě |
| Nejlepší scénář | Objev roku |
| Tom McCarthy a Josh Singer – Spotlight - Noah Baumbach – Dokud jsme mladí - Marielle Heller – Deník puberťačky - Michael Alan Lerner a Oren Moverman – Love & Mercy - Phyllis Nagy – Carol                                                     | Mya Taylor jako Alexandra – Transdarinka - Rory Culkin jako Gabriel – Gabriel - Arielle Holmes jako Harley – Bůh ví, co - Lola Kirke jako Tracy Fishko – Mistress America - Kitana Kiki Rodriguez jako Sin-Dee Rella – Transdarinka                                                        |
| Ocenění Binghama Ray pro objev roku v oblasti režisérství | Objev roku – seriál (dlouhá forma) |
| Jonas Carpignano – Mediterranea - Desiree Akhavan – Vhodné chování - Marielle Heller – Deník puberťačky - John Magary – The Mend - Josh Mond – James White                                                                                     | Mr. Robot - Jane the Virgin - Transparent - Unbreakable Kimmy Schmidt - UnREAL |
| Objev roku – seriál (krátká forma) | Speciální ocenění poroty – obsazení |
| Shugs and Fats (ShugsandFats.TV) - Bee and PuppyCat (Cartoon Hangover) - The Impossibilities (seriesofimpossibilities.com) - Qraftish, Christal (Blackgirldangerous.com) - You're So Talented (Open TV)                                        | Spotlight (Mark Ruffalo, Michael Keaton, Rachel McAdams, John Slattery, Stanley Tucci, Brian d'Arcy James, Liev Schreiber a Billy Crudup) |
| Ocenění publika | Grant – "Žij si svůj sen“ |
| Transdarinka | Chanelle Aponte Pearson – 195 Lewis - Claire Carré – Embers - Deb Shoval – AWOL |
| Ocenění za uznání | Speciální ocenění |
| Ellen Cotter z řetězců kin ve Spojených státech amerických – Angelika Film Center Theaters | - Steve Golin - Todd Haynes - Helen Mirren - Robert Redford |